# Guacamelee! 2
Guacamelee! 2 est un jeu vidéo de plate-forme Metroidvania développé et édité par Drinkbox Studios. Il s'agit de la suite de Guacamelee!, le jeu est sorti sur Microsoft Windows et PlayStation 4 en août 2018, tandis que la version Nintendo Switch est sortie le 10 décembre. La version Xbox One est sortie le 18 janvier 2019. Le jeu a reçu des critiques généralement positives lors de sa sortie.

## Système de jeu
Le joueur contrôle Juan Aguacate, un luchador qui récupèrera un bon nombre de ses pouvoirs du jeu précédent, dont beaucoup ont à la fois des applications de combat et de mouvement, par exemple le Rooster Uppercut qui accorde une mobilité verticale tout en attaquant les ennemis au-dessus et en cassant les obstacles de la même couleurs. Chaque coup spécial est associé à une couleur, qui colore Juan chaque fois qu'il les utilise. Par exemple, le Rooster Uppercut est associé au rouge : quand Juan l'utilise, son contour devient rouge. Il apprend également de nouvelles astuces en relevant des défis définis par des entraîneurs du monde entier, tels que des attaques plus puissantes ou une santé supplémentaire. Le changement le plus radical est la transformation en poulet, alors que dans le jeu précédent, il ne servait qu'à traverser de petits couloirs, il dispose désormais d'un ensemble complet de mouvements de combat avec des mouvements spéciaux uniques. Il y a aussi des salles de défi que les joueurs peuvent explorer. Le jeu peut être joué en solo ou en coopération avec trois autres joueurs. Le jeu propose plus de types d'ennemis, de capacités et de cartes plus grandes par rapport à son prédécesseur.

## Développement
Le jeu a été développé par Drinkbox Studios. Contrairement à son prédécesseur, le jeu n'est pas sorti sur la PlayStation Vita car DrinkBox a choisi d'utiliser la PlayStation 4 comme plate-forme de base pour utiliser son nouveau moteur de rendu. L'équipe a prototypé différents mouvements pour Juan. Cependant, ils ont décidé de conserver tous les mouvements de l'original car ils estimaient qu'ils étaient plus intuitifs que les nouveaux créés.
Le jeu a été annoncé à la Paris Games Week par Sony Interactive Entertainment en octobre 2017. Il est sorti pour Microsoft Windows et PlayStation 4 le 21 août 2018.
DrinkBox a sorti la version Nintendo Switch le 10 décembre 2018,.

## Accueil
Le jeu a reçu des critiques généralement favorables selon l'agrégateur de critiques Metacritic avec un score de 84% sur PC. Gamergen affirma que le jeu n'a « pas de prise de risque au niveau du gameplay » mais « n’en reste néanmoins pas un très bon jeu ».
Il a été nommé pour un « Control Design, 2D or Limited 3D » et un « Game, Franchise Action » aux National Academy of Video Game Trade Reviewers Awards.